# Palèfat
|  | No s'ha de confondre amb Palèfat d'Abidos. |

Palèfat és un mitògraf de l'antiga Grècia que va ser autor d'una obra anomenada Històries increïbles (Περὶ ἀπίστων) les dades biogràfiques del qual són poc segures. La Suides esmenta diversos autors anomenats Palèfat, dels quals tres podrien estar relacionats amb l'autor de l'obra. Hi ha estudiosos que postulen que les dades recollides per la Suides d'aquests tres autors han de pertànyer a un únic autor. Segons aquestes dades, Palèfat hauria viscut al segle iv aC, hauria estat deixeble d'Aristòtil i el seu lloc d'origen podria haver estat Paros, Priene, Abidos de Mísia, Egipte o Atenes.
Pel que fa a la seva obra, la Suides afirma que es componia de cinc llibres de Απιστα, per tant és possible que la part que s'ha conservat sigui un resum de l'obra original. L'obra conservada consta de 52 interpretacions racionalistes de relats mítics.

## La identitat de l'autor i les entrades de laSuides
Palèfat és un nom molt rar, i molts estudiosos han conclòs que és un pseudònim; com a adjectiu en la poesia èpica, que significava d'antiga fama; també podria significar contador de contes vells. Si Palèfat va escriure (com és potser el més probable) a Atenes al segle iv aC, la racionalització de la mitologia grega podria ser perillosa; Anaxàgores havia estat enviat a l'exili al segle anterior per no gaire més.
Les úniques comptes de la vida de qualsevol Palèfat quatre entrades a la Suides (pi 69, 70, 71, 72),un diccionari biogràfic romà d'Orient, compilat al voltant de 1000 dC.

### "Palèfat d'Atenes"
Palèfat d'Atenes, un poeta èpic, a qui se li va assignar un origen mític. Segons alguns era fill d'Acteu i Boeo, d'acord amb altres de Iocles i Metanira, i d'acord amb un tercer relat, d'Hermes. El moment en què li va tocar viure és incert, però sembla que s'ha col·locat generalment després de Femónoe, tot i que alguns autors li assignen fins i tot una data anterior. Està representat per Cristòdor (Anth Graec, I pàg. 27, ed Tauchnitz) com un vell bard coronat de llorer. La Suides ha conservat els títols dels següents poemes de Palèfat:
- Κοσμοποιΐα εἰς ἔπη ͵εʹ (La creació del món, 5.000 línies)
- Ἀπόλλωνος καὶ Ἀρτέμιδος γοναί, ἔπη ͵γʹ (Els naixements d'Apol·lo i Àrtemis, 3000 línies)
- Ἀφροδίτης καὶ Ἔρωτος λόγοι καὶ φωναὶ ἔπη ͵εʹ (Discursos i dites d'Afrodita i Eros, 5000 línies)
- Ἀθηνᾶς ἔρις καὶ Ποσειδῶνος ἔπη ͵αʹ (Concurs d'Atenea i Posidó, 1000 línies)
- Λητοῦς πλόκαμος (El pany de Leto)

### "Palèfat de Paros"
Palèfat de Paros o Priene, va viure en l'època d'Artaxerxes. L'enciclopèdia Suides li atribueix els cinc llibres de les Històries increïbles  [també cinc llibres de Sobre Troia], però afegeix que moltes persones assignen aquesta obra a Palèfat d'Atenes.

### "Palèfat d'Abidos"
Palèfat d'Abidos, un historiador que visqué en l'època d'Alexandre el Gran, i, segons s'afirma havia estat estimat (παιδικά) pel filòsof Aristòtil, per al qual la Suides cita l'autoritat de Filó, Peri paradoxou histories, i de Teodor d'Ilió, Troica , llibre 2. Suides conté els títols de les obres de Palèfat: Cypriaca, Deliaca, Attica, Aràbiga.
(Smith explica que alguns autors creuen que aquest Palèfat d'Abidos va escriure el fragment sobra la història d'Assíria, que es conserva per Eusebi de Cesarea, i que és citat per ell com a obra d'Abidè, però Abidè és el nom d'aquest autor, no l'adjectiu que significa "d'Abidos").

### "Palèfat d'Egipte"
Palèfat, un egipci o atenès, i un gramàtic, com és descrit per Suides, que li assigna les següents obres:
- Αἰγυπτιακὴ θεολογία (Teologia egípcia)
- Μυθικῶν βιβλίον α' (Sobre mites, un llibre)
- Λύσεις τῶν μυθικῶς εἰρημένων (Solucions de problemes amb mites)
- Ὑποθέσεις εἰς Σιμωνίδην (Introduccions a Simònides)
- Τρωϊκά (Sobre Troia)
- També va escriure una història de si mateix.

### Un autor darrere d'aquestes tradicions
D'aquestes, la del primer Palèfat és, com Fèmone, totalment llegendària; erudits moderns consideren les altres tres tradicions literàries com a diferents relacionades amb l'autor d'Històries increïbles. La Troica una vegada va existir, i va ser citada en l'antiguitat per a la informació geogràfica sobre la gent de la guerra de Troia, la Tròade en si, i els voltants d'Àsia Menor; autors antics citen els llibres setè i novè de l'obra, per la qual cosa ha d'haver estat bastant llarg
Si l'Artaxerxes esmentat pel Suides és Artaxerxes III de Pèrsia, aquestes dades són compatibles amb un alumne d'Aristòtil sobre el 340 aC, que va venir de la zona al voltant de l'Hel·lespont a Atenes, i es diu l'egipci, de vegades, perquè va escriure a Egipte. L'única evidència interna al llibre supervivent són cites dels dos filòsofs en la introducció i dues referències literàries; si Melissos és Melissos de Samos, que va viure al segle anterior, i un possible Lamisc és un pitagòric contemporani de Plató Les referències literàries són una cita d'Hesíode i la presentació d'Alcestis, que és bastant similar a la d'Alcesis d'Eurípides.